# 수마스
수마스는 미국 워싱턴주 왓컴 군의 도시이다. 왓컴 군의 도시 중에서 가장 인구가 적다. 캐나다와 접하고 있으며 동쪽은 캐스케이드산맥이 위치하고 있다. 상당히 이른 시기인 1891년 6월 18일에 설립되었다.

## 인구
| 인구조사              | 인구  | Note  | %±     |
| --------------------- | ----- | ----- | ------ |
| 1900년                | 319   |       | —      |
| 1910년                | 902   |       | 182.8% |
| 1920년                | 854   |       | −5.3%  |
| 1930년                | 647   |       | −24.2% |
| 1940년                | 650   |       | 0.5%   |
| 1950년                | 658   |       | 1.2%   |
| 1960년                | 629   |       | −4.4%  |
| 1970년                | 722   |       | 14.8%  |
| 1980년                | 712   |       | −1.4%  |
| 1990년                | 744   |       | 4.5%   |
| 2000년                | 960   |       | 29.0%  |
| 2010년                | 1,307 |       | 36.1%  |
| 2019 (추산)           | 1,534 | [ 1 ] | 17.4%  |
| U.S. Decennial Census |       |       |        |